# Physoceras bifurcum
Physoceras bifurcum är en orkidéart som beskrevs av Joseph Marie Henry Alfred Perrier de la Bâthie. Physoceras bifurcum ingår i släktet Physoceras och familjen orkidéer. Inga underarter finns listade i Catalogue of Life.